# Октавіан Цику
Октавіан Цику (рум. Octavian Țîcu; нар. 21 серпня 1972) — молдовський політик, історик і колишній боксер, член парламенту Молдови з 2019 року. 2013 року був міністром молоді та спорту.

## Життєпис
Народився 21 серпня 1972 у селі Костулень Молдавської РСР.
У 1994–2000 рр. навчався у Ясському університеті, де отримав ступінь з історії. Там він також навчався на ступінь доктора філософії.
Нині працює науковим співробітником-координатором Інституту історії Академії наук Молдови.
26 лютого 2013 року Октавіан Цику обійняв посаду Міністра молоді та спорту Молдови.
На парламентських виборах 2019 року був обраний депутатом Парламенту Молдови як незалежний депутат від Виборчого блоку ACUM.
Був зареєстрований кандидатом на посаду президента Молдови на Президентських виборах в Молдові 2020. 

### Боксерська кар'єра
- На чемпіонаті світу 1995 програв у першому бою Серафіму Тодорову (Болгарія).
- На чемпіонаті Європи 1996 програв у другому бою Крістіану Джантомассі (Італія), але кваліфікувався на Олімпійські ігри 1996.
- На Олімпійських іграх 1996 програв в першому бою Тончо Тончеву (Болгарія).
- На чемпіонаті світу 1997 програв в першому бою Димитру Щилянову (Болгарія).
- На чемпіонаті Європи 1998 програв у першому бою Ігорю Сердюку (Україна).
- На чемпіонаті світу 2001 програв у другому бою Патріку Богере (Швеція).
- На чемпіонаті Європи 2002 програв у першому бою Філіпу Паличу (Хорватія).